# Climacoceratidae
Famille
Les Climacoceratidae (« cornes échelonnées ») sont une famille fossile d'ongulés artiodactyles ressemblant grossièrement à des cerfs qui vivaient au Miocène, principalement en Afrique  Ils sont proches des ancêtres des girafes, certains genres comme Prolibytherium ayant à l'origine été identifiés comme des girafes.

## Classification
Les climacoceratidés, c'est-à-dire les membres de ce qui est aujourd'hui leur genre-type Climacoceras, ont d'abord été placés dans la famille des palaeomerycidés, puis dans celle des giraffidés. En 1978, William Roger Hamilton (d) a créé une nouvelle famille, proche des Giraffidae,.
Ils se distinguent des girafes par le fait que leurs ossicônes dérivent d'os du crâne différents.

### Fossiles
Selon Paleobiology Database en 2023, le nombre de collections de fossiles est de dix :
- Miocène : une collection d'Égypte, six du Kenya, deux de Libye, une du Pakistan[2].

## Sous-familles
Selon Paleobiology Database en 2023, deux sous-familles sont référencées :
- †Climacoceratinae Hamilton, 1978
- †Sperrgebietomerycinae Morales et al., 1999[2]

## Liste des genres
Selon BioLib (11 juillet 2021) :
- genre Climacoceras MacInnes, 1936 †
- genre Orangemeryx Morales, Soria & Pickford, 1999 †
- genre Prolibytherium Arambourg, 1961 †
- genre Propalaeoryx Stromer, 1926 †
- genre Sperrgebietomeryx Morales, Soria & Pickford, 1999 †

### Publication originale
- [1978] (en) William Roger Hamilton (d), "Cervidae and Palaeomerycidae", 495-508, in Maglio, V. J. & Cooke, H. B. S., (eds.) "Evolution of African mammals", Harvard University Press, Cambridge, Massachusetts & London, England, 1978, 1978, xiv-641.